# Audża al-Dżana
Audża al-Dżana (arab. عوجة الجنا) – wieś w Syrii, w muhafazie Hama. W 2004 roku liczyła 489 mieszkańców.